# Mezquita Central de Colonia
La Mezquita Central de Colonia (en alemán: DITIB-Zentralmoschee Köln, en turco: Merkez-Camii) es la mezquita mayor de Colonia], la más grande de Alemania y una de las mayores de Europa. Fue costeada por los musulmanes de la Organización DITIB.
La inauguración oficial estaba prevista inicialmente para mayo de 2012 y se pospuso varias veces debido a los defectos de construcción. La inauguración tuvo lugar el 29 de septiembre de 2018 en presencia del presidente turco Recep Tayyip Erdoğan y del presidente de Diyanet, Ali Erbaş. 

## Historia

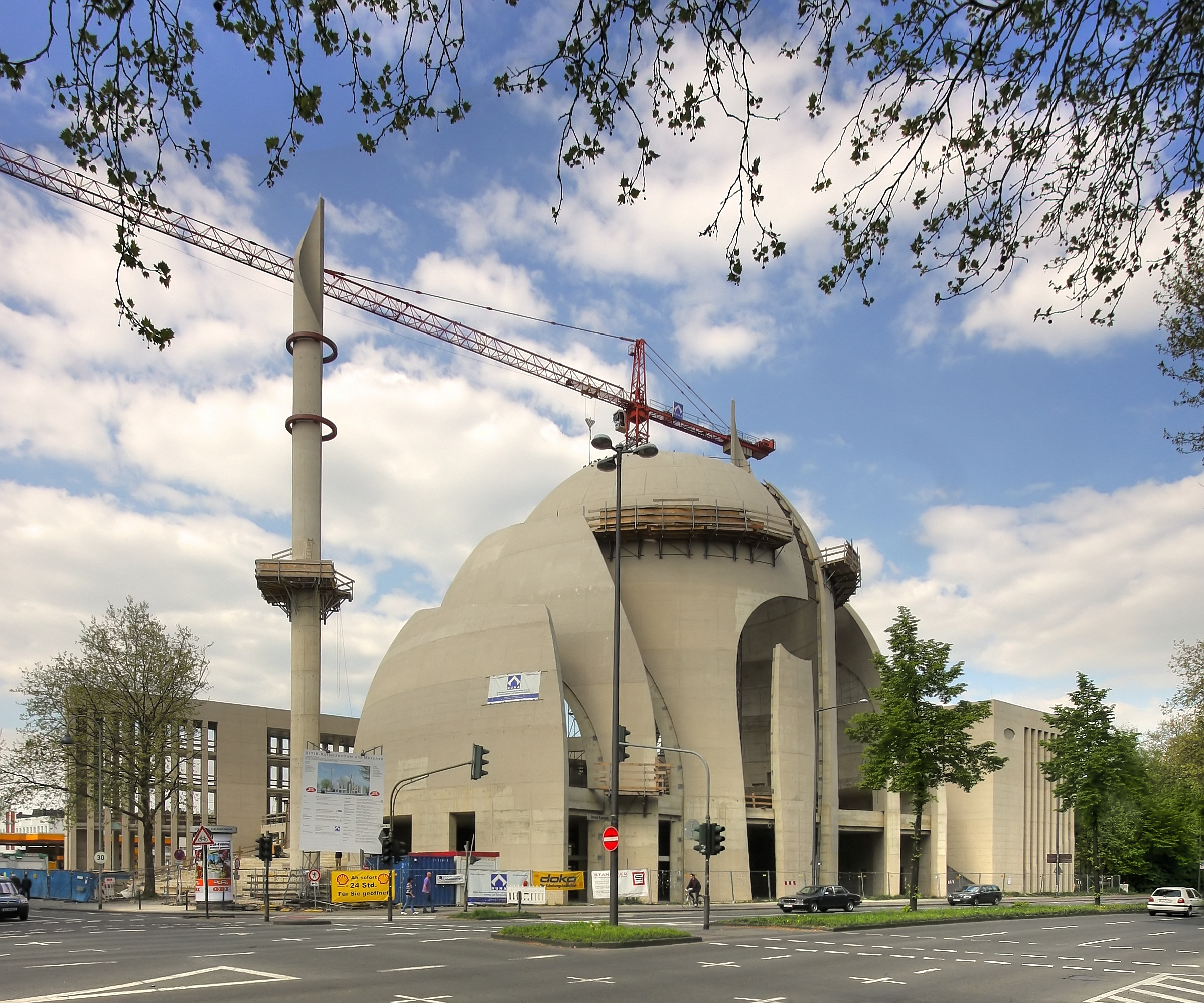
Ditib-Zentralmoschee Colonia - abril de 2011 (3561-63)

La construcción de la mezquita, de 4500 m², costó entre 15 y 20 millones de libras, con el objetivo de albergar entre 2.000 y 4.000 fieles. La mezquita está financiada por Diyanet İşleri Türk İslam Birliği (DITIB), una rama de la autoridad de asuntos religiosos del gobierno turco, préstamos bancarios y donaciones de 884 asociaciones musulmanas. La iglesia católica de San Teodoro de Colonia también ha decidido recaudar fondos para la mezquita. Los arquitectos de la mezquita son Gottfried Böhm y su hijo Paul Böhm, especializados en la construcción de iglesias. Fritz Schramma, alcalde de Colonia, favoreció la construcción de la mezquita.

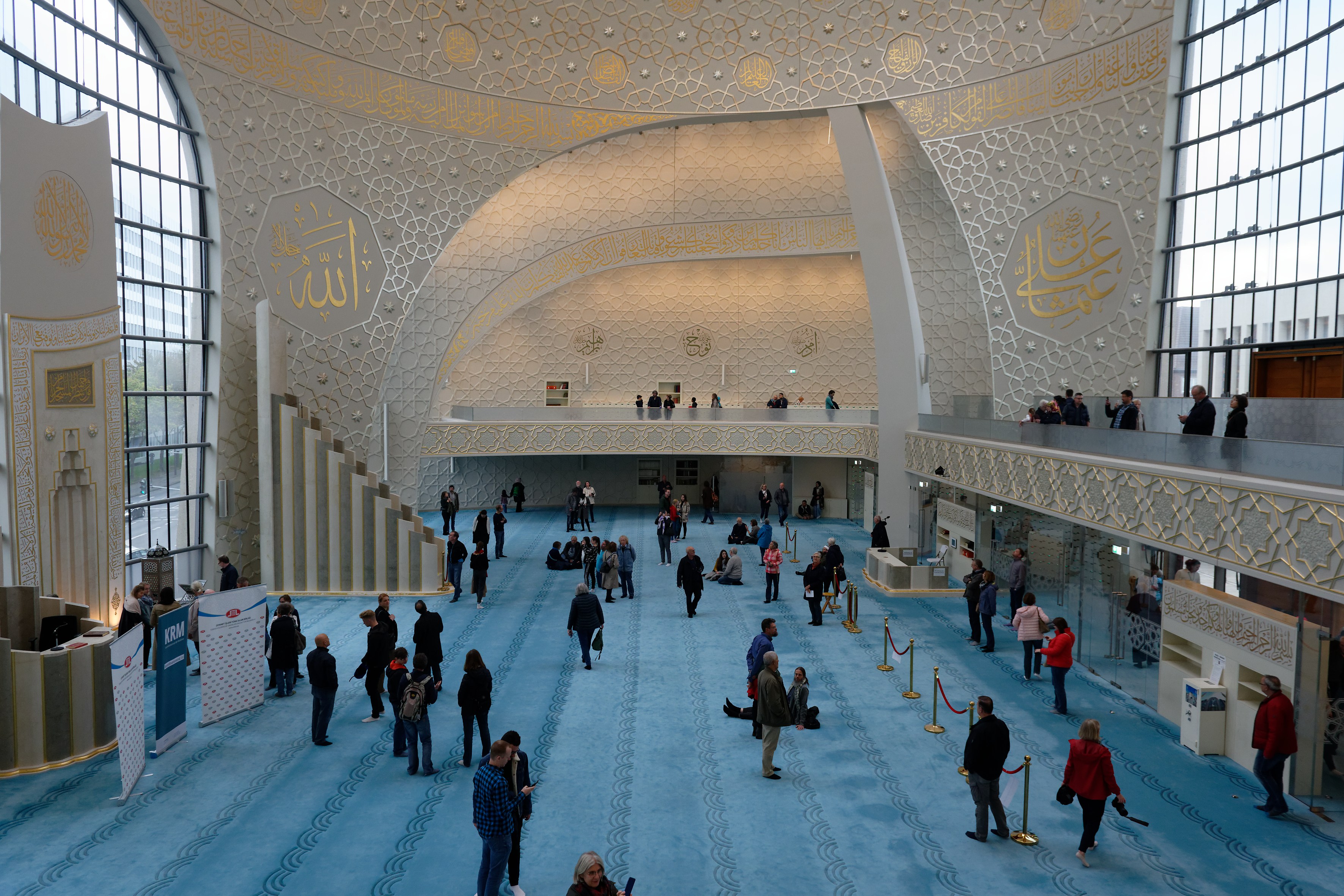
sala de oración

Ha sido criticada por la altura de los minaretes, aunque tras esa polémica, el proyecto obtuvo la aprobación del ayuntamiento de Colonia.

## Características
La mezquita está diseñada en estilo arquitectónico neo-otomano, con paredes de cristal, dos minaretes y una cúpula. Cuenta con un bazar, así como con otras zonas seculares destinadas a las interacciones interconfesionales. 
La mezquita es de estilo arquitectónico otomano. Tiene una cúpula de hormigón y cristal, y dos minaretes de 55 metros de altura. La mezquita tiene el bazar y la entrada en la planta baja, salas de conferencias en el sótano, la zona de oración en la planta superior e incluye una biblioteca musulmana. Se ha colocado un pozo en el centro para conectar los dos niveles y crear un ambiente agradable. La mezquita está formada por paredes de cristal plano que forman una cúpula en el centro. Estas paredes según el portavoz de DITIB Alboga, dan a los visitantes una sensación de apertura. Según el arquitecto, la apertura se ve reforzada por una escalera que invita a entrar desde la calle. El plan de construir minaretes más cortos, acogido con satisfacción por el entonces alcalde de Colonia, Fritz Schramma, se abandonó después de que los arquitectos dijeran que los minaretes no guardarían proporción con el resto del edificio y las estructuras circundantes.